# Бурбішкяй (Бетиґальське староство)
Бурбішкяй (Burbiškiai) — хутір у Литві, Расейняйський район, Бетиґальське староство, знаходиться за 2 км від села Бетиґала. 2001 року в Бурбішкяї проживало 15 людей.

## Принагідно
- Betygala*, miestelis Raseinių r.

| Литва | Це незавершена стаття з географії Литви. Ви можете допомогти проєкту, виправивши або дописавши її. |